# Budva
Budva (olasz és német nevén Budua) a legnagyobb tengerparti település Montenegróban, a montenegrói turizmus metropolisza. Lakóinak száma: 19 218 fő. A természeti szépségek mellett, mint a szigetek és a festői partszakaszok, Budva gazdag történelmi emlékekben is.

## Történelem
1941 - 1943 között olasz megszállás alatt volt.

## Nevezetességek
Az óváros egy kicsiny félszigeten fekszik és a kulturális örökség bölcsője. Keskeny utcák keresztezik egymást, kis terekkel és híres épületekkel, mint például a Szentháromság-templom, ami helyet ad Stjepan Mitrov Ljubisa író síremlékének, vagy a Sv. Ivan, Sv. Bogorodica és Sv. Sava-templomok. Nyaranként e hely kulturális központtá válik, s helyet ad számos színházi előadásnak, rendezvénynek. Stari Gradban számos kiállítást tekinthet meg az idelátogató. A Stanjevici, Podostrog, Rezevici i Gradiste-kolostorok fontos történelmi emlékei Budvának. Tengerpartja 21 km hosszú 17 stranddal.

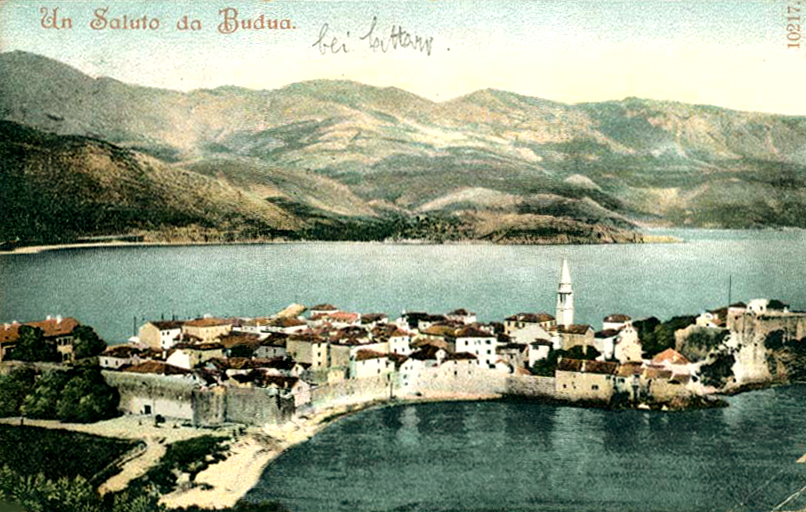
Budva látképe 1909-ben
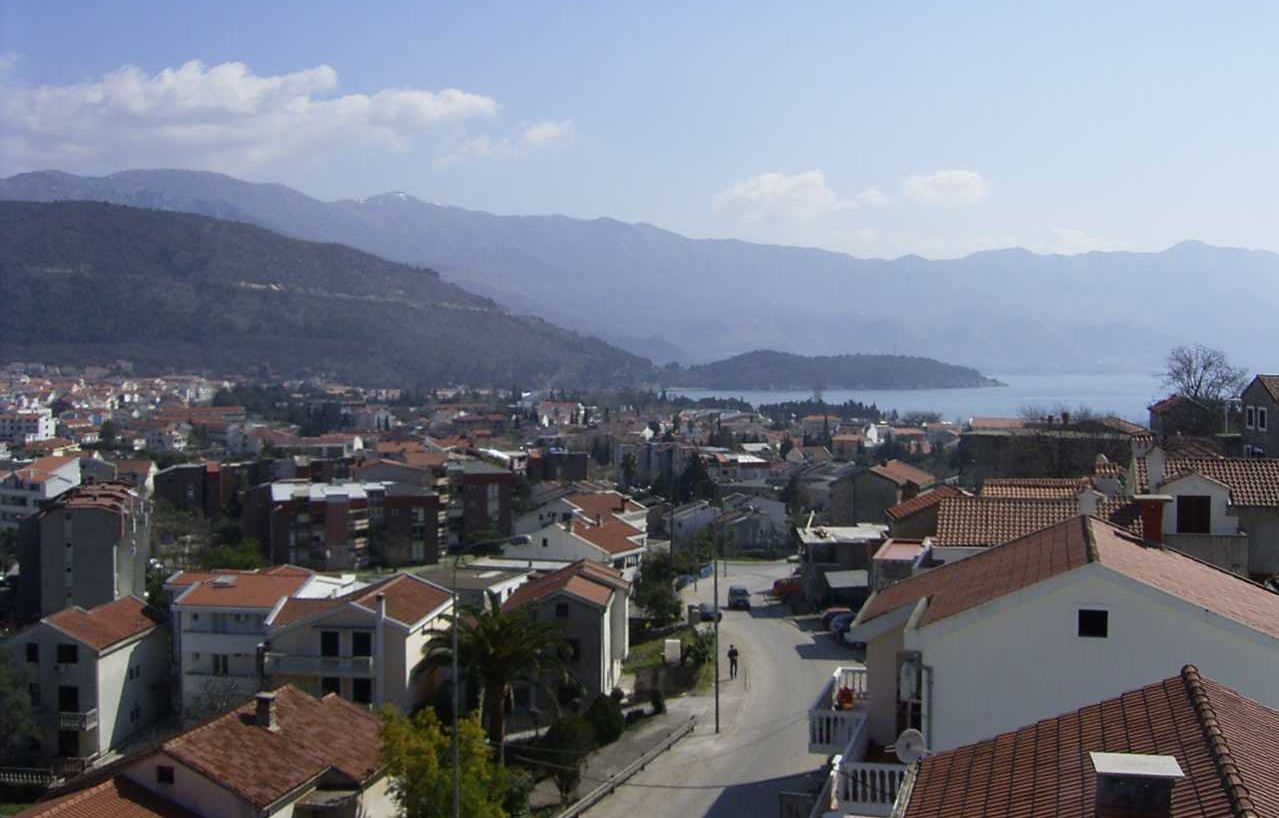
Budva városa
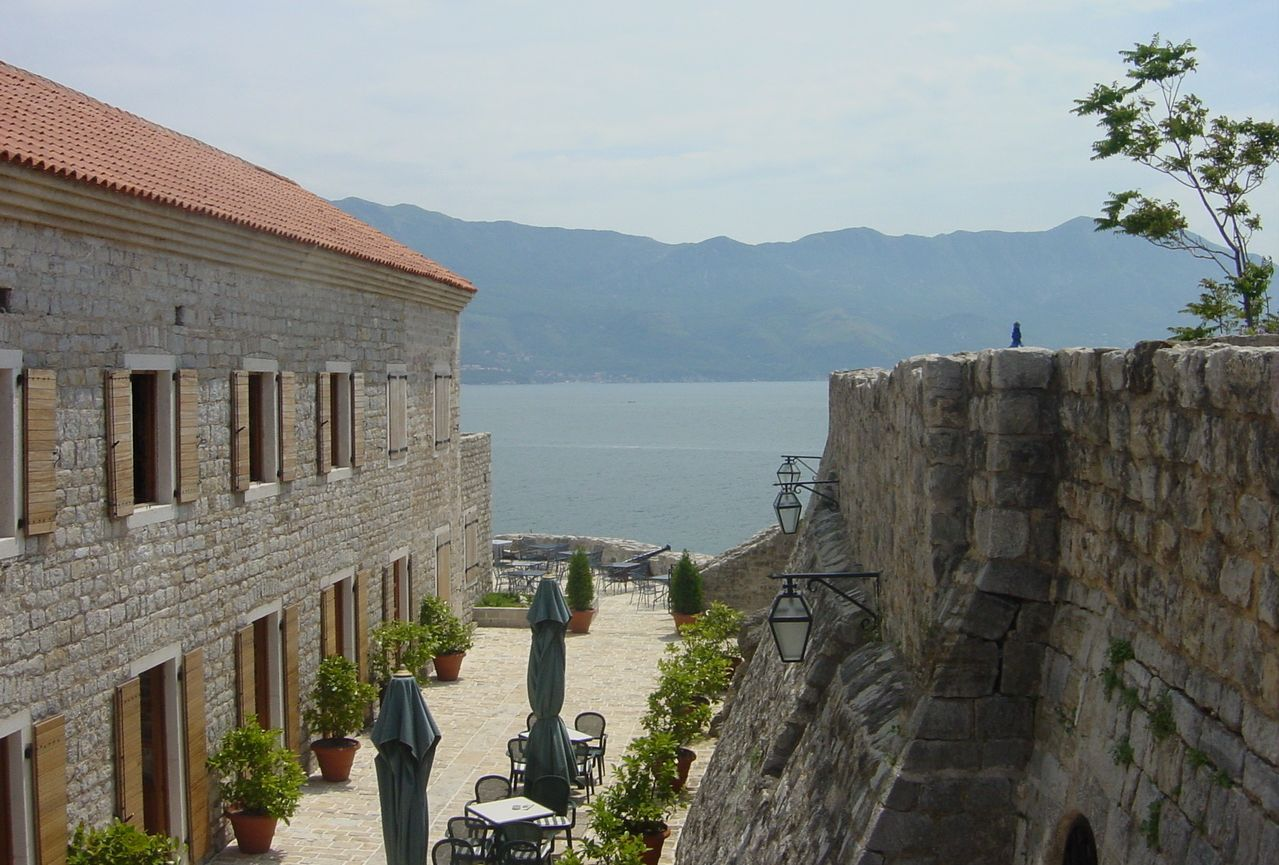
Citadella